# İlknur Melis Durası
İlknur Melis Durası (Istanbul, 10 de desembre de 1989) és una model, reina de bellesa i actriu turca. També es científica. Va rebre formació com a biolega molecular i enginyera genètica a la Universitat Sabancı d'Istanbul. El 2012 va ser escollida Miss Earth Turkey, com a 3a del concurs Miss Turquia. Va jugar a voleibol per 10 anys al club esportiu Fenerbahçe.